# Tổng giám bộ Hàng không Lục quân
Tổng giám bộ Hàng không Lục quân (陸軍航空総監部 (Lục quân hàng không tổng giám bộ) Rikugun kōkū sōkanbu) là một bộ phận của Cục Hàng không Lục quân Đế quốc Nhật Bản chịu trách nhiệm lập kế hoạch, giám sát việc huấn luyện quân nhân bảo trì hàng không của Bộ đội hàng không Lục quân Đế quốc Nhật Bản.
Bộ phận này nằm dưới sự kiểm soát của Đơn vị Tổng Giám bộ Hàng không Lục quân và Cục Quân huấn Hàng không.

## Thành phần
Tổng giám bộ Hàng không lục quân được lãnh đạo bởi một Tổng Giám bộ, là sĩ quan chịu trách nhiệm huấn luyện kĩ chiến thuật của Bộ đội hàng không Lục quân, huấn luyện các binh chủng khác liên quan đến lực lượng không quân thuộc Bộ Chiến tranh. Bộ phận này bao gồm các thành phần dưới đây:
Tổng vụ (somobu)

- Tổng vụ (Cơ quan hành chính) - nhân sự, tài chính, v.v.
- Đội 1. Huấn luyện chung về Hàng không (liên kết với Cục Huấn luyện Hàng không)
- Đội 2. Nghiên cứu và Huấn luyện Phi cơ (liên kết với Đơn vị Nghiên cứu Phi cơ và Xưởng Hàng không Tachikawa)
- Đội 3. Trường Hàng không Đặc biệt (liên kết với Cục Huấn luyện và Hướng dẫn Hàng không)

Các nha, vụ thứ hai
- Lực lượng phòng không (các đơn vị cao xạ)
- Kĩ thuật sân bay
- Không vận
- Đơn vị chiến tranh sinh hoá
- Tình báo hàng không và thông tin liên lạc

## Danh sách các Tổng giám bộ Hàng không Lục quân
- Yamashita Tomoyuki: Tổng giám bộ Hàng không Lục quân
- Thân vương Takahito: Tổng giám bộ Hàng không Lục quân
  - Kawabe Torashirō: Phó Chánh Tổng giám bộ Không quân
- Anami Korechika: Tổng giám bộ Hàng không Lục quân
- Tōjō Hideki: Tổng giám bộ Hàng không Lục quân
- Doihara Kenji: Tổng giám bộ Hàng không Lục quân